# Outside-in garden

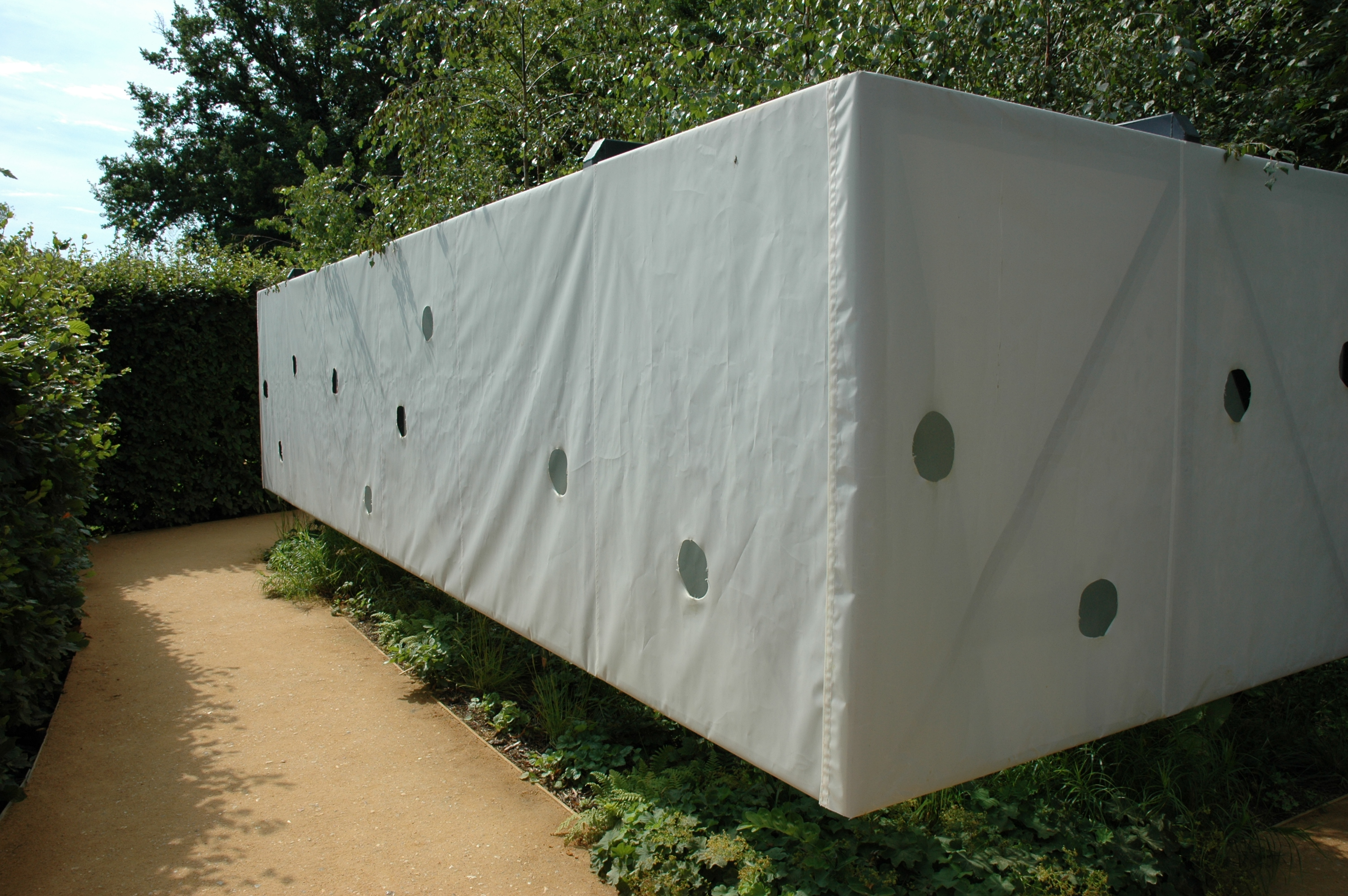

Outside-in garden je zahradní úprava, architektonické dílo. Toto konkrétní dílo bylo součástí zahradnické výstavy v Chaumont-sur-Loire ve Francii. V literatuře také nazývané „Les naruby“. Je dílem architektů Meir Lobaton Corona. Ulli Heckmann a Julie Pankofer. Pozorovatel se s úpravou seznamuje pouze prostřednictvím průzorů, kterých je několik na každé straně ohrady. Prostřednictvím vzájemného odrazu dvou zrcadel se stromy a rostliny opakují do dálky. Sponzorem díla je Saint Gobain, ID Construction. Dílo bylo vytvořeno v roce 2013. Ohrada je pojata minimalisticky, projekt má celkovou velikost 40 m2.
Úprava je koncipována jako poměrně jednoduchá vizuální hříčka, při níž jsou použita zrcadla. Pozorovatel se při pohledu do konstrukce a použití fantazie ocitá v prostoru zcela obklopeném lesem. Návštěvník je v roli pozorovatele prostoru, do kterého nemůže proniknout, efekt je přirovnáván k pocitu Alenky v Říši divů. Hříčka funguje lépe v době vegetace.